# Paul Julienne
Paul S. Julienne (* 8. Mai 1944 in Spartanburg) ist ein US-amerikanischer Physiker und Chemiker.
Julienne erhielt 1965 den BS in Chemie am Wofford College in Spartanburg und 1969 den PhD für physikalische Chemie an der University of North Carolina. Er arbeitete in der Folgezeit bis 1971 zusammen mit Frederick Mies als National Research Council Postdoctoral Research Associate am National Bureau of Standards (NBS). Von 1972 bis 1974 war Julienne am Plasma Physics Division des Naval Research Laboratory. Er kam 1974 zum NBS zurück, welches zu dem Zeitpunkt in NIST (National Institute of Standards and Technology) umbenannte worden war und war dort in der Quantum Chemistry Group tätig. Julienne wurde Gruppenleiter der Quantum Processes Group der Atomic Physics Division am NIST Physics Laboratory.
Julienne gilt als Pionier der Theorie für ultrakalte Atome und Molekularkollisionen. Zur Erforschung der Phänomene wird versucht präzise Kontrolle über die Interaktionen zu erhalten, indem abstimmbare magnetische oder elektrische Felder angelegt werden.

## Auszeichnungen
- Fellow der American Physical Society
- Fellow der American Geophysical Union
- Fellow National Institute of Standards and Technology
- 2004 Davisson-Germer-Preis[3]
- 2004 NIST Samuel Wesley Stratton Award
- 2005 Washington Academy of Sciences Annual Award for Work of Merit and Distinction in the Physical Sciences
- 2023 Mitglied der National Academy of Sciences